# Dragonul asiatic

Membru al celei mai exuberante specii de dragoni, Dragonul asiatic este un vesel stăpân al vremii, domnind asupra norilor, ploii, tunetelor și fulgerelor. Este împăratul tuturor creaturilor cu solzi, unul dintre cele patru animale celeste ale Chinei și unul dintre cele douăsprezece semne ale zodiacului chinezesc. Vechii împărați susțineau că sunt descendenți ai acestor creaturi divine. Se spune că undeva, în cosmos, există o tăbliță pe care este înscris numărul tuturor dragonilor care există în Univers.

## Înfățișare
Se învârte, se rotește și sare, căcă Dragonul cu patru picioare asiatic este plin de energie! Pe capul asemănător cu cel al unui cal și împodobit cu coamă, el are coarne cu ajutorul cărora aude. Favoriții lungi îi atârnă pe lângă bot în cârlionți. Pe șira spinării i se înșiră țepi care continuă de-a lungul întregului corp acoperit cu solzi. Acest dragon își poate schimba forma și dimensiunea după cum dorește, crescând până la cer sau devenind mic cât un vierme de mătase, și poate chiar să se facă nevăzut! Glasul lui se aseamănă cu clinchetul unor clopoței sau cu sunetul scos de niște tigăi de alamă. Hrana lui favorită sunt rândunelele prăjite. Dragonul Imperial Chinezesc are cinci gheare la fiecare picior, dragonul obișnuit are patru gheare, iar Dragonul Japonez are trei.

## Trăsături caracteristice
De obicei acest dragon vânează - sau se joacă - cu o minge de lumină care variază ca nuanță de la alb-albăstrui, la roșu sau auriu. Aceasta este interpretată în mod diferit, unii crezând că este un tunet, alții că este Soarele, sau Luna, sau Perla Cosmică, „perla care îndeplinește toate dorințele” și care conține, spun unii, puterea acestor minunate animale.

## Temperament
În mod tradițional, spre deosebire de cei mai mulți dintre dragonii din vest, Dragonul asiatic este o creatură binevoitoare. Se teme de insectele miriapode, de mătasea în cinci culori și de obiectele din fier. Oricum, se știe că atunci când sunt furioși provoacă taifunuri și inundații.

## Nevoi speciale
Ouăle de Dragon asiatic pot fi achiziționate de la furnizori, însă, dată fiind capacitatea lor de a-și schimba forma și dimensiunile, dragonii din această rasă nu pot fi crescuți și deținuți în sensul obișnuit al acestor cuvinte. Există totuși moduri speciale de a ademeni un Dragon asiatic pe proprietatea ta și de a-i deveni tovarăș.

## Înrudiri
Diferiți dragoni asiatici sunt stăpânii cerului, pământului și ai mărilor - de la Dragonul Văzduhului la Dragonii Regi care trăiesc în palatele împodobite cu nestemate aflate sub valurile mărilor.

## Asemănări cu Dragonul Ceresc
După cum spune un scriitor antic chinez, Dragonul Ceresc are cap asemănător cu cel al unei cămile, coarne de căprioară, ochi de diavol, urechi de bivol, gât de șarpe, pântece de crevete, solzi de târâtoare, gheare de vultur și labe de tigru.

## Localizare geografică
Este posibil ca Dragonul asiatic să fie originar din India. Din China s-a răspândit în Japonia și în toată Asia de Sud-Est (cu excepția Thailandei, unde, oricum, stăpân absolut este elefantul).

## Oul
Dragonul asiatic își poartă în pântece oul care are coaja identică cu scoica ce produce perle. După ce oul este depus, el crește instantaneu până ajunge la mărimea lui obișnuită.

## Textura pielii
Piele solzoasă, de obicei de culoare roșie sau albastră.

## Statură/dimensiuni
Variază de la mărimea unui vierme de mătase până la mărimea cerului.